# Beatogordius irregularis
Beatogordius irregularis är en tagelmaskart som beskrevs av Miralles 1972. Beatogordius irregularis ingår i släktet Beatogordius och familjen Chordodidae. Inga underarter finns listade i Catalogue of Life.